# Liestal
Liestal (dříve psáno Liesthal) je malé město na severozápadě Švýcarska v kantonu Basilej-venkov, jehož je hlavním sídlem. Obec se nachází asi 15 km jihovýchodně od Basileje a je součástí stejnojmenné aglomerace. Žije zde přibližně 14 tisíc obyvatel.

## Geografie
Liestal leží v údolí Juratal na řece Ergolz, která protéká městem od jihovýchodu k severu. Levostrannými přítoky Ergolzu na území Liestalu jsou Frenke, Orisbach a Rösernbach.
Na severovýchodě uzavírá údolí souvislý horský pás od Grammetu přes Leisenberg až po Elbisberg. Na jihozápadě zasahuje do oblasti osídlení Liestalu několik horských pásem ležících mezi údolími, na jihu úpatí Furlenu, na jihozápadě kopec u Seltisbergu a na západě Laubiberg a Ostenberg. Severně od Röserenbachu leží Bienenberg. Na západě patří horské svahy kolem úzkého údolí Röseren s Bad Schauenburgem k Liestalu.
Z 1821 ha rozlohy městského katastru tvoří 1077 ha lesy. Nejvyšší bod Liestalu se nachází ve výšce 614 m n. m. (Alti Stell, poblíž věže Schleifenberg) a nejnižší bod v 287 m n. m., kde řeka Ergolz opouští hranice města v Niederschönthalu.
Mezi sousední obce patří (ve směru hodinových ručiček od severu) Füllinsdorf, Arisdorf, Hersberg, Lausen, Bubendorf, Seltisberg, Nuglar-St. Pantaleon (kanton Solothurn) a Frenkendorf.

## Historie

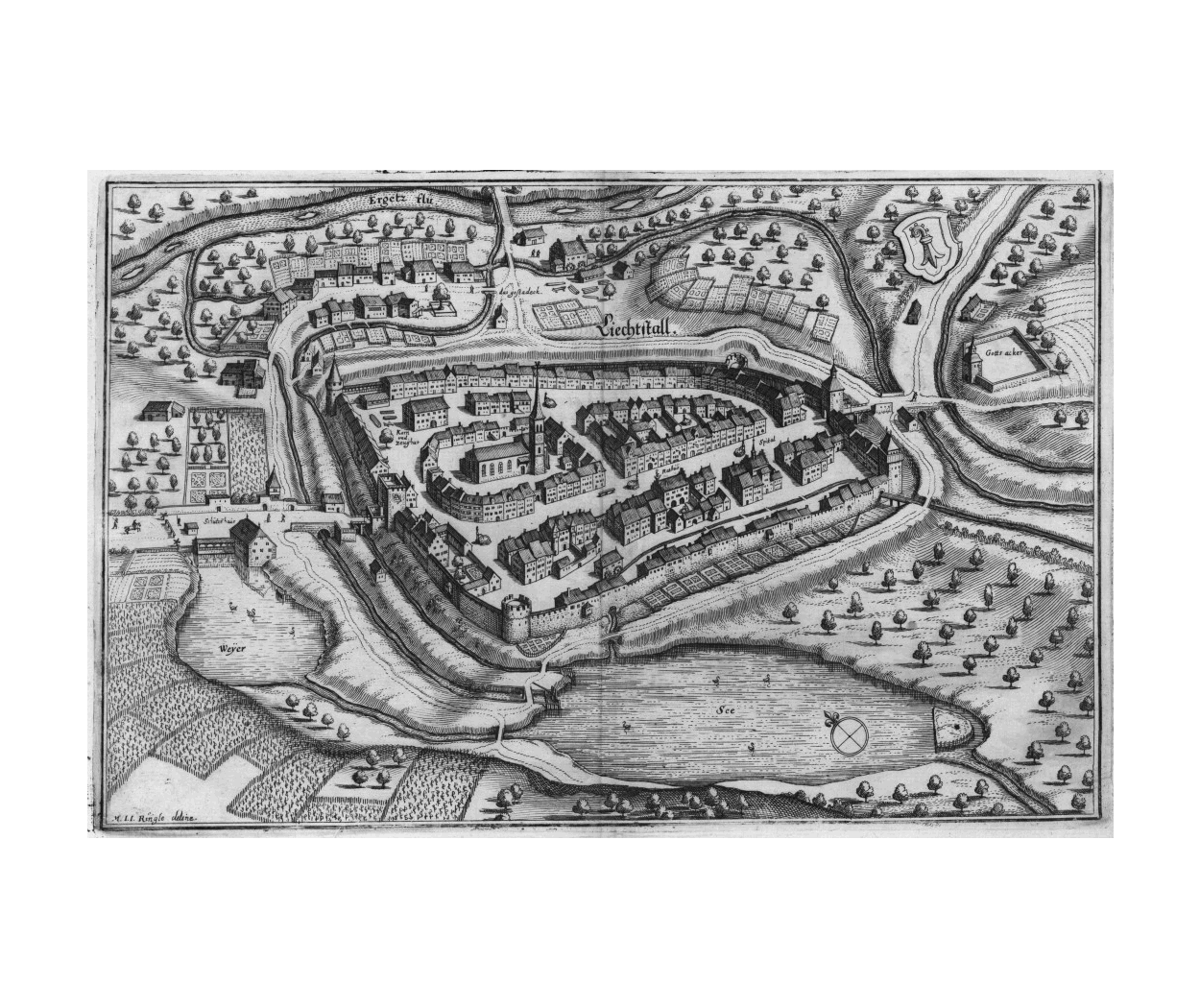
Liestal v roce 1654

Jeden z prvních dokladů raně neolitické kultury La Hoguette ve Švýcarsku byl nalezen u cesty Hurlistrasse v Liestalu. Nález podobného data je znám pouze z kantonu Neuchâtel.
Oblast Liestalu byla osídlena již v předřímské době. K významným římským stavbám v celém Švýcarsku patří římská vila v Munzachu a římský vodovod, který je k vidění v Heidenlochu a v horní části Burghalde. U městského hřbitova se s největší pravděpodobností nachází pozdně římské hradiště ze 4. století. Liestal vděčí za svůj rozvoj ve středověku výhodné a strategicky důležité poloze na rozcestí k oběma průsmykům Hauenstein. Jméno Liestal bylo poprvé zmíněno v roce 1225.
Na Burghaldenu leží rozsáhlé opevnění z 10. století, které bylo prozkoumáno jen částečně. Po otevření cest přes Gotthardský průsmyk a výstavbě prvního mostu přes Rýn v nedaleké Basileji se Liestal stal v polovině 13. století díky hrabatům z Frohburgu opevněným městem, a tím i bezpečnou zastávkou na severojižní trase. Liestal získal prstenec hradeb s městskými branami a věžemi. Trh byl přesunut z otevřeného náměstí Altmarkt poblíž soutoku řek Ergolz a Frenke do bezpečnějšího vnitřního města.
V roce 1305 prodala hrabata z Frohburgu město basilejskému biskupovi. Pod jeho vládou získali obyvatelé Liestalu rozsáhlou nezávislost. V roce 1374 zastavil biskup Liestal spolu s Waldenburgem a Homburgem rakouskému vévodovi Leopoldovi, který je brzy poté postoupil hrabatům z Thiersteinu. Když v roce 1381 odmítli zástavu vrátit, nechal vévoda Leopold město zajmout a vypálit. Ještě téhož roku však biskup zástavu vykoupil a udělil Liestalu nová práva. V roce 1400 koupilo od biskupa majetek v Liestalu vznikající obchodní město Basilej. Získané svobody a výsady byly opět ztraceny a časem se je podařilo získat zpět jen částečně.

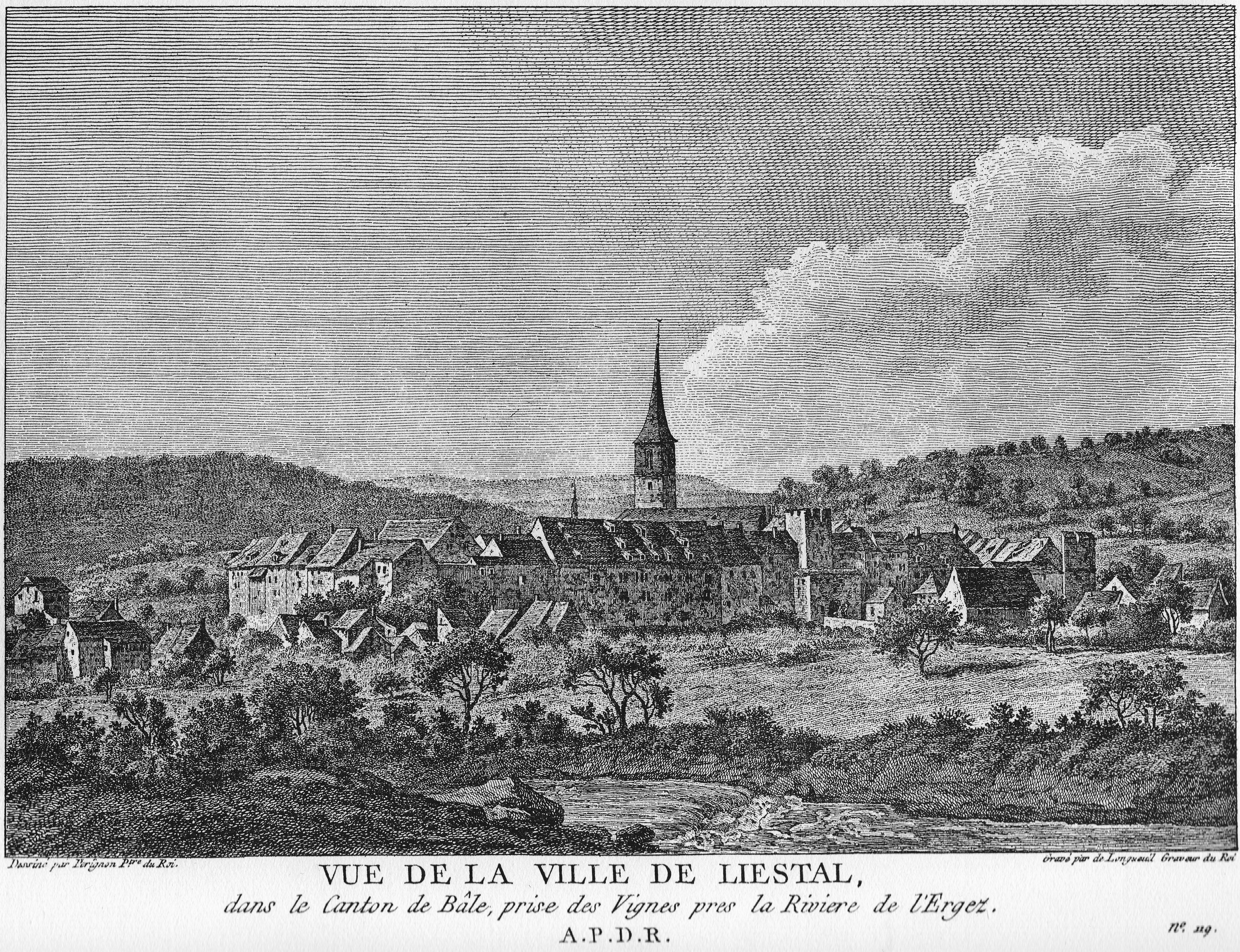
Liestal (cca 1780)

Svobodomyslný a obranářský duch Liestalu sváděl obyvatele městečka znovu a znovu k válečným dobrodružstvím. Jako poddaní města Basileje se obyvatelé Liestalu v roce 1444 s vlastním praporem zúčastnili bitvy u Svatého Jakuba an der Birs, kde ztratili 23 spoluobčanů. V letech 1476 a 1477 bojovali Liestalští v burgundských válkách. Takzvaná burgundská mísa, stříbrná, částečně pozlacená mísa Karla Smělého, se dostala do rukou liestalského hostinského Heinricha Strübina jako cenná kořist v bitvě u Nancy (1477). Dnes je součástí sbírky liestalského městského muzea.

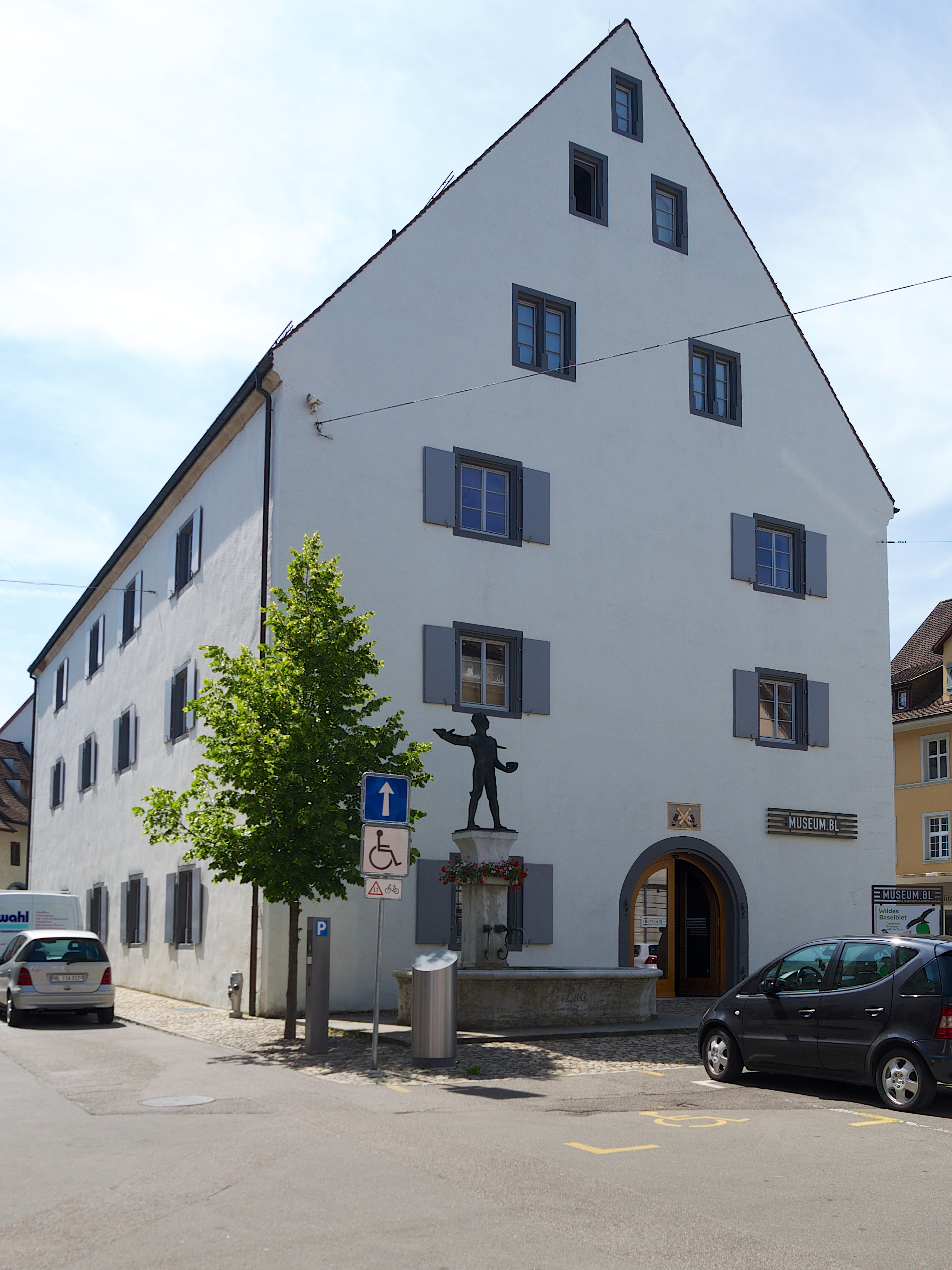
Muzeum kantonu Basilej-venkov v centru Liestalu

V rozporu s přísným příkazem neutrality města Basileje podpořili obyvatelé Liestalu v roce 1499 ve švábské válce konfederáty a Solothurnské. V roce 1501 složil starosta (Schultheiss) Liestalu jménem svých spoluobčanů a okolních vesnic na basilejském tržišti přísahu věrnosti Švýcarské konfederaci. Opakovaně docházelo k potyčkám s habsburským Rheinfeldenem. Liestal se opakovaně bouřil proti paternalismu Basileje, která si v případě potřeby vynucovala svou nadvládu silou. V roce 1525 se pod vlivem selské války v jižním Německu proti Basileji úspěšně postavili také obyvatelé Basileje.
Liestal obdržel v roce 1525 listinu o svobodě, která mimo jiné zrušila nevolnictví. O něco později se město stejně jako Basilej připojilo k reformaci. V roce 1653 se obyvatelé Liestalu zapojili do švýcarského selského hnutí a znovu se vzbouřili proti basilejské nadvládě. Povstání se nezdařilo, Liestal byl obsazen basilejskými vojsky a tři liestalští vůdci byli v Basileji sťati. Teprve o tři roky později získal Liestal právo znovu zbrojit.
Když v roce 1789 přišlo z Francie volání po svobodě a rovnoprávnosti, byl Liestal jedinou obcí na basilejském venkově, která v roce 1790 požadovala obnovení svých starých práv. V roce 1797 Liestal nadšeně oslavoval odchod Napoleona. Právě zde stál první strom svobody v německy mluvícím Švýcarsku. 16. ledna 1798 vzbouření obyvatelé města roztrhali autoritářskou vlajku a vyvěsili trikolóru. Pod vedením Liestalských se oblast Basileje stala prvním z poddaných Konfederace, která získala dlouho očekávanou svobodu. Po Napoleonově pádu Liestal opět pocítil nadvládu Basileje.
V roce 1830 se jiskra francouzské červencové revoluce přenesla i do Basileje. Po kantonálním referendu byl v roce 1832 založen kanton Basilej-venkov a Liestal získal funkci jeho hlavního města. K faktickému definitivnímu oddělení od Basileje došlo po bitvě 3. srpna 1833 u Hülftenschanz mezi Prattelnem a Liestalem. Revoluční nálady ještě dlouho formovaly politiku Liestalu, který v 19. století přijal mnoho politických uprchlíků.
V roce 1854 byl Liestal napojen na mezinárodní železniční síť tratí Hauensteinbahn, což se stalo základem pro industrializaci města. V roce 1862 byla slavnostně otevřena městská kasárna, která byla v roce 1877 rozšířena.
Dnes je Liestal malým městem s funkcí regionálního centra na vnějším okraji metropolitního regionu Basileje. Malá regionální aglomerace Liestal zahrnuje obce Frenkendorf, Füllinsdorf, Lausen, Bubendorf a Seltisberg.
Na území obce Liestal se nacházejí místní, regionální a kantonální školy a také školicí středisko Spolkové celní správy FCA. Na ulici Bienentalstrasse se nachází psychiatrická léčebna Baselland. Na Bienenbergu se nachází školicí a konferenční středisko Bienenberg Mennonite.

## Obyvatelstvo
| Rok            | 1850 | 1870 | 1888 | 1900 | 1910 | 1930 | 1950 | 1970   | 1990   | 2000   | 2010   |
| Počet obyvatel | 3032 | 3863 | 4850 | 5403 | 6072 | 6698 | 8449 | 12 500 | 12 853 | 12 930 | 13 600 |

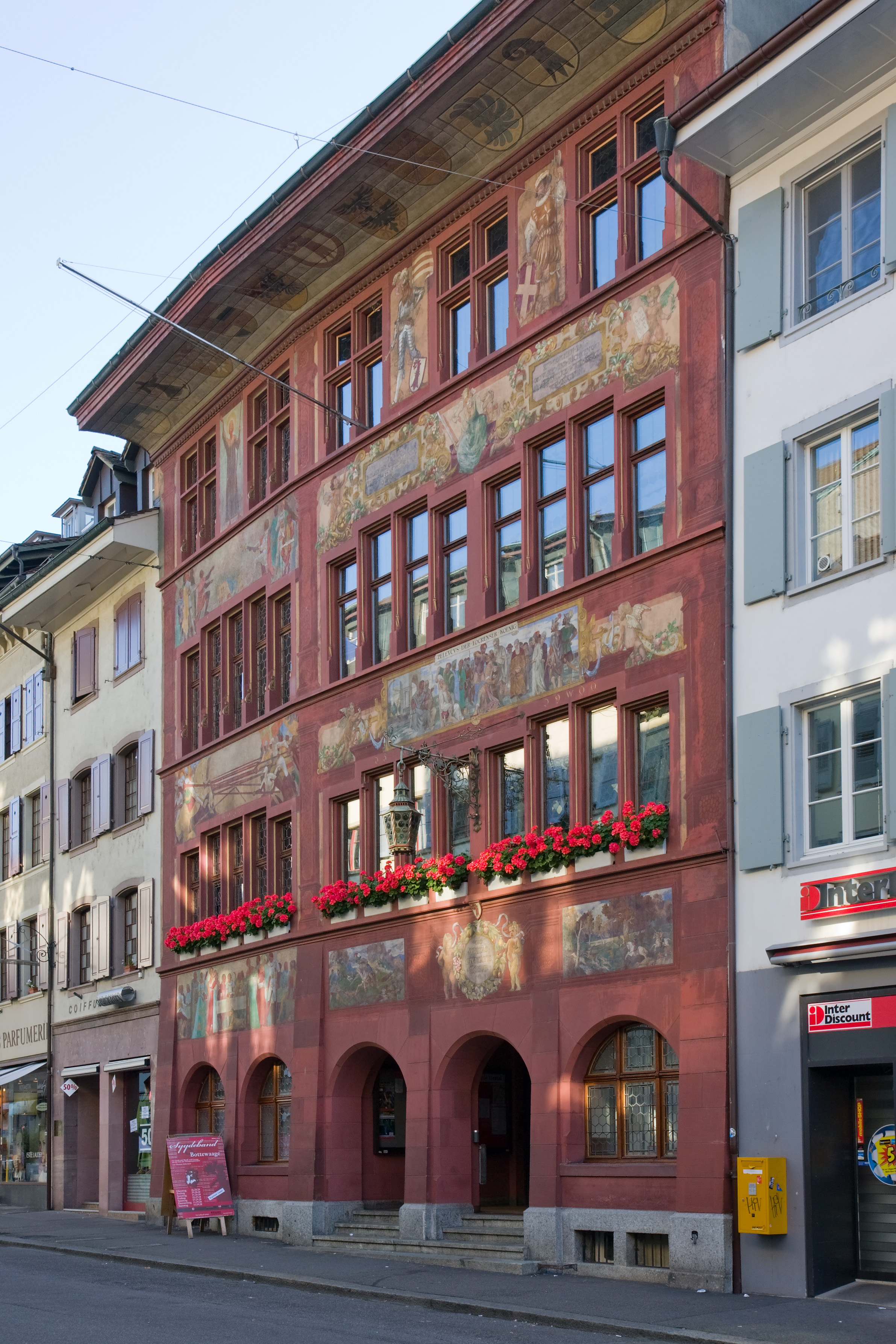
Historická zástavba v centru města

Úředním jazykem v Liestalu je němčina. Dle statistiky z roku 2000 hovořila německy většina obyvatel (celkem 10 759, tj. 83,2 %), druhým nejčastějším jazykem byla italština (660, tj. 5,1 %) a třetím srbochorvatština (276, tj. 2,1 %). Podíl cizinců (obyvatel přihlášených k trvalému pobytu, avšak bez švýcarského občanství) činil v Liestalu v roce 2019 27,6 %.

### Náboženství
V roce 2000 bylo v Liestalu 3 641 obyvatel (28,2 %) členy římskokatolické církve a 5 626 (43,5 %) patřilo k Švýcarské reformní církvi. Zbylí obyvatelé se dělí na: ortodoxní křesťany 261 (2,02 %), křesťanské katolíky 36 (0,28 %), náležející k jiné křesťanské církvi 383 (2,96 %), židy 8 (0,06 %), muslimy 699 (5,41 %), buddhisty 31, hinduisty 119 a obyvatele jiného vyznání 30. 1 644 (12,71 %) obyvatel nepatřilo k žádné církvi a 452 (3,50 %) neodpovědělo na otázku.

## Politika
Výkonným orgánem města Liestal je městská rada. Skládá se ze starosty města a čtyř členů. Volební období činí 4 roky.
V Liestalu nahrazuje obecní zastupitelstvo jako zákonodárný orgán rada obyvatel (Gemeindeversammlung). Je rovněž volena voliči každé čtyři roky a skládá se ze 40 členů.
Ve volbách roku 2007 vyhrála strana SP, která obdržela 34,8 % hlasů. Další tři strany byly SVP (25,05 %), FDP (18,83 %) a Strana zelených (17,23 %). Volební účast byla 49,8 %.

## Ekonomika
Hospodářský život v Liestalu je charakterizován na jedné straně kantonální správou, na druhé straně četnými malými a středními obchodními podniky a společnostmi, které buď slouží místní poptávce, nebo působí jako specializovaní dodavatelé pro velké podniky v hospodářském regionu severozápadního Švýcarska. Liestal hrál v minulosti významnou roli jako místo výroby klasického průmyslového zboží, zejména těžkého a textilního průmyslu (včetně Hanro a Tuchfabrik Schild). Pivovar Ziegelhof, který se nacházel v centru Liestalu, byl v roce 2006 po 156 letech uzavřen. V poslední době se zde usadila řada high-tech společností, například Nanosurf AG, která se podílí na programu NASA Phoenix Mars. Mezi další společnosti patří Santhera Pharmaceuticals a Fontarocca AG, která se specializuje na přírodní kameny. Kromě toho má v Liestalu své sídlo Basellandschaftliche Kantonalbank.

## Pamětihodnosti

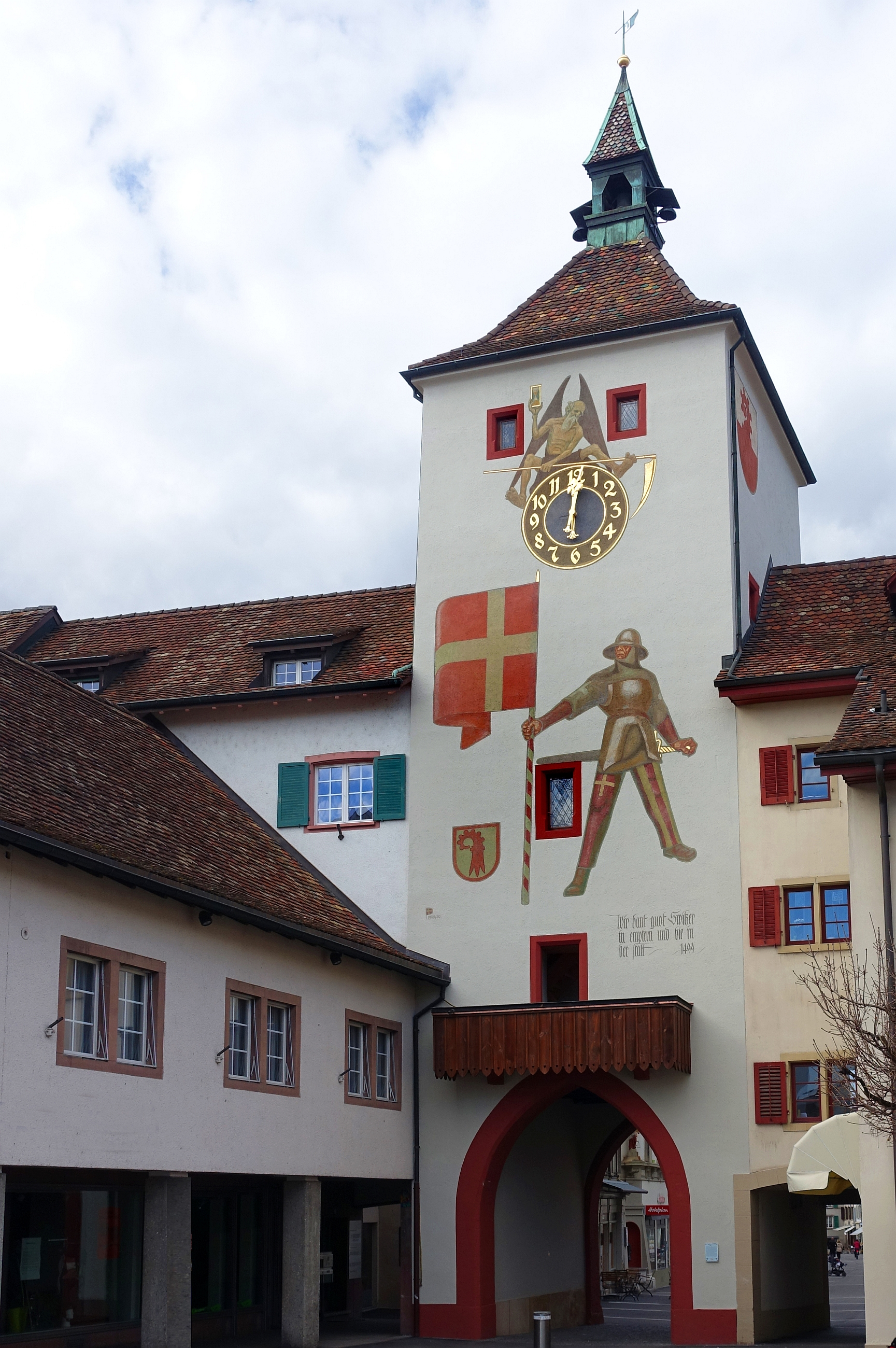
Horní městská brána s cennými fasádami

Jako místa švýcarského národního dědictví jsou zapsány:
- Archeologický sklad Basilejské oblasti
- Most Frenkenbrücke
- Munzach (Římský statek)
- Římský akvadukt
- Kantonální archiv
- Staré město Liestalu

## Doprava

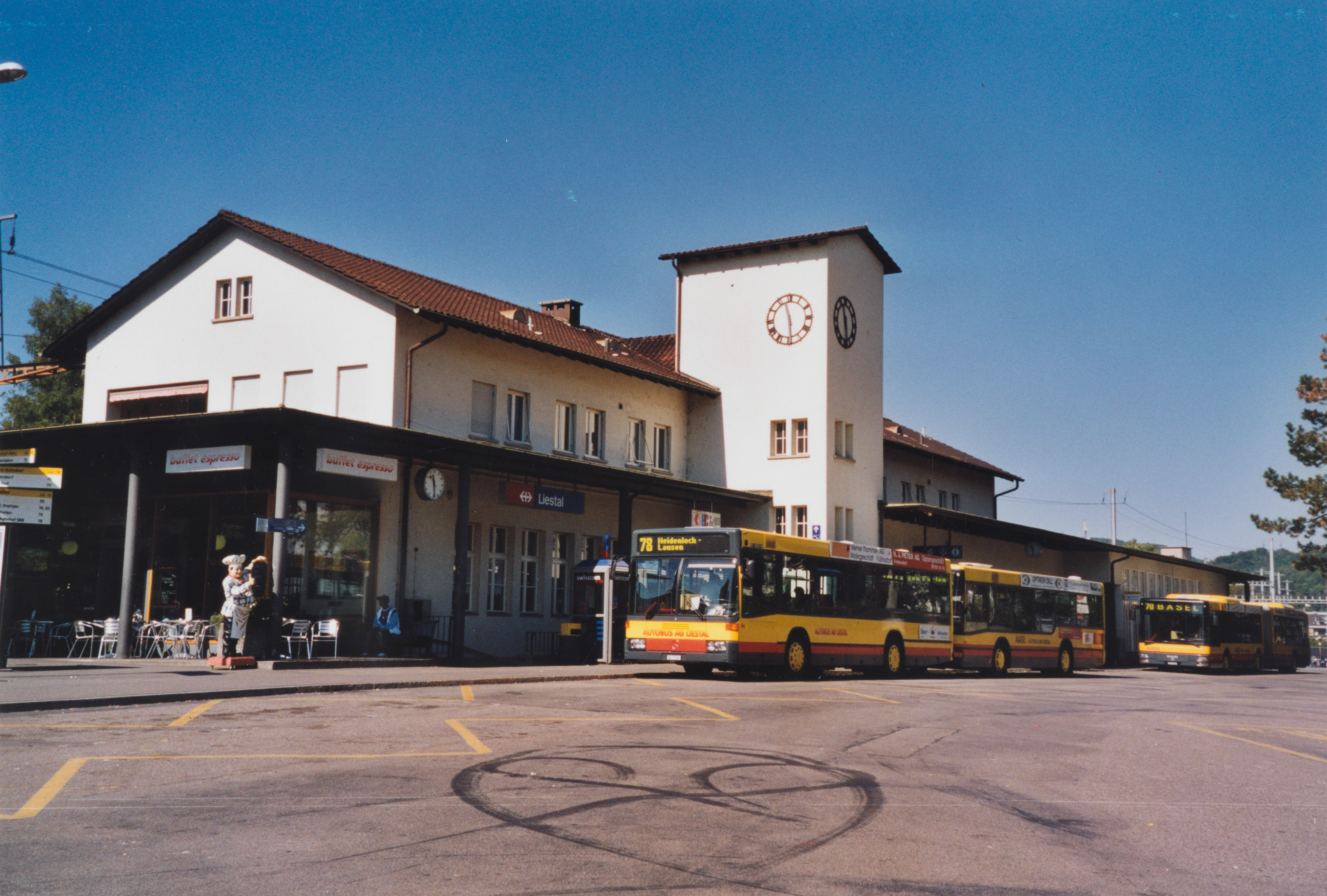
Železniční stanice Liestal

Ze stanice Liestal na trati Hauensteinbahn jezdí přímé vlakové spoje do Basileje, Curychu, Bernu a Lucernu. Liestal je také přímo napojen na dálnice dálnici A2 a dálnici A3 prostřednictvím silnice A22. Hlavní silnice H2 a H12 spojují Liestal s Basilejí a také se Solothurnem a Oltenem.
Na letiště v Basileji (EuroAirport) se lze dostat přibližně za 25–35 minut a na letiště v Curychu přibližně za 60–75 minut.
Nádraží Liestal je výchozím bodem pro různé autobusové linky a Waldenburgerbahn do aglomerace a centrální oblasti horního basilejského údolí.
V Liestalu se setkává několik značených turistických tras a nadregionálních cyklostezek. Dálková turistická trasa 7 Via Gottardo vede k železniční stanici Liestal z Muttenzu přes Schauenburg a Binenenberg a kolem úpatí Munzachbergu a odtud pokračuje údolím Frenketal. Regionální turistické stezky vedou na kopce v okolí města. Značená severojižní trasa leží celá v údolí a prochází starým městem Liestal, kde začíná panoramatická trasa Belchen.

## Zvyky

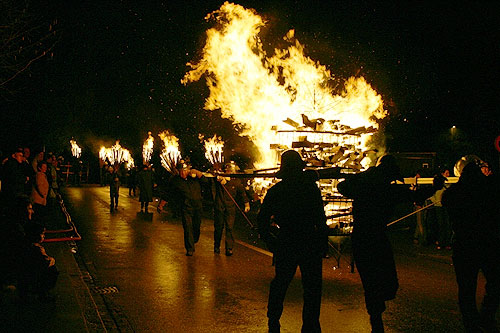
Chienbäse

O nedělní noci po Mardi Gras je oslavována tzv. Chienbäse. Potemnělým starým městem jsou nesena hořící „košťata“ z borových polen o váze 20 až 100 kg. Mezi nimi následuje několik jiskřících ohnivých vozů, které chrlí metrové plameny. Poté starým městem procházejí bubeníci a dudácké kliky s osvětlenými karnevalovými lampiony. Akce přitahuje diváky z celého Švýcarska i ze zahraničí. Tradice je datována do šestnáctého století. Města a obce v sousedství oslavují v podobném duchu.

## Osobnosti
- Philipp Degen (* 1983), fotbalista
- Wilhelm Eduard Brodtbeck (1873–1957), architekt
- Bohuslav Martinů (1890–1959), český hudební skladatel, zemřel v Liestalu
- Martin Schadt (* 1938), fyzik
- Abel Seyler (1730–1800), divadelní režisér
- Carl Spitteler (1845–1924), držitel Nobelovy ceny za literaturu

## Partnerská města
- Onex, Švýcarsko
- Sacramento, Kalifornie, USA
- Waldkirch, Německo